# Erica woodii
Erica woodii är en ljungväxtart. Erica woodii ingår i släktet klockljungssläktet, och familjen ljungväxter.

## Underarter
Arten delas in i följande underarter:
- E. w. platyura
- E. w. woodii